# Chikkabandaragatta, Sidlaghatta
Chikkabandaragatta là một làng thuộc tehsil Sidlaghatta, huyện Kolar, bang Karnataka, Ấn Độ.